# ROKUROKU
『ROKUROKU』（ロクロク）は、2018年1月27日公開の日本映画。

キャッチコピーは「約束、忘れてないだろうね…」。

## 概要
2011年11月25日から月刊デジタル文芸誌「GEN-SAKU!」で連載され、2013年に出版された梅田寿美子の同名小説を原作とした映画作品。
9体の妖怪が登場する9編のオムニバス映画で、人間と妖怪の戦いが繰り広げられる。
妖怪はすべて野本かりあが演じている。

### 制作
原作の小説の企画が雨宮慶太の映画の企画を小説化するものであり、雨宮慶太の妖怪デザインが先にあり、小説化された。当時は、「ROKUROKU 赤い着物」というタイトルで考えられていた。小説から映画になる際に、団地をテーマにした映画が公開されたこともあり、舞台お化け団地からお化けホテルに変更された。また、主人公も高校生と小学生のペアから、大人のペアに変更されている。
元々、何人かの監督が担当する予定があり、それがオムニバスという形になった。山口雄大が数本撮る予定だったが、雨宮慶太が山口監督から熱意を感じたことで9本すべてを担当することになった。

## ストーリー
地味で真面目なOL・イズミは、ある日中学の同級生・ミカとホテルのレストランで再会。
ミカから近々結婚するのだと知らされるが、イズミの元に母親から祖父がいなくなったという電話がかかってきた。
家へとひとまず帰ろうとするも、一向にホテルの出口が見つからず。
突然666号室が現れて、赤い着物を着た首の長い女、恐ろしい顔をした“ロクロク”が2人を待ち受けていた。
その顔を見たミカは、子供の頃にロクロクに告げた「子供が出来たらあなたにあげる」という約束を思い出す。
そしてイズミもまた、ロクロクと約束を交わしていたのだ・・・。

## 登場人物

### 妖怪
ぬり壁
カラ傘
海坊主
箱女
ロクロク
猫目
ひとつ目
かまいたち
だいだら

## キャスト
- イズミ - 中西美帆
- ミカ - 志保
- ロクロク - 野本かりあ
- ヤヨイ - 伊藤かずえ
- 仁蔵 - ミッキー・カーチス
- 遠山景織子
- いしだ壱成
- マキタスポーツ
- 駿河太郎
- 仁科貴
- 落合モトキ
- 朝倉えりか
- 岩佐真悠子
- 佐々木心音
- 蛍雪次郎
- 妄想キャリブレーション

## スタッフ
- 総監督・原作：雨宮慶太
- 監督：山口雄大
- 脚本：梅田寿美子・熊谷祐紀
- 音楽：森野宣彦
- エンディングテーマ：『宿命』野本かりあ
- 撮影：富田伸二
- 照明：田村文彦
- VE：高橋正信
- 録音：山方浩
- 美術：竹内正典
- VFXプロデューサー：鹿角剛
- 特殊メイク・造型：中田彰輝
- アクションコーディネーター：こしげなみへい
- 衣装製作：石渡美穂
- 助監督：伊藤良一
- 制作担当：坂井茂樹
- EDロールイラスト：雨宮沙月
- プロデューサー：小笠原修
- 特別協力：TAKAO
- 制作プロダクション：ディープサイド
- 製作委員会メンバー：第一通信社、有限会社クラウド、ディープサイド

## パチンコ
2020年4月6日に高尾から、本作とタイアップしたパチンコP ROKUROKU 6000Ver.が導入された。2021年1月8日にマイナーチェンジバージョンP ROKUROKU 2400ちょい恐Ver.が導入された。